# Lewis Baker
Lewis Renard Baker (* 25. dubna 1995 Luton) je anglický profesionální fotbalista, který hraje na pozici záložníka za anglický klub Stoke City. Je také bývalým mládežnickým anglickým reprezentantem.

## Klubová kariéra

### Chelsea
V devíti letech přestoupil z akademie Luton Town FC do akademie Chelsea FC. Postupně prošel všemi mládežnickými kluby Chelsea. Ve většině působil i jako kapitán. V sezóně 2012–13 dovedl své spoluhráče do dvou finále – FA Youth Cup a NextGen Series.

Svoji premiéru v prvním týmu Chelsea si připsal 5. ledna 2014 v FA Cupu proti druholigovému Derby County (výhra 2:0). Na hřiště přišel v 87. minutě. 

V sezóně 2014-15 byl na soupisce prvního týmu na dva zápasy Capital One Cupu - proti Boltonu Wanderers a Shrewsbury Town. Nezasáhl ani do jednoho zápasu.

### Sheffield Wednesday (hostování)
8. ledna 2015 se přesunul na půlroční hostování do druholigového Sheffieldu Wednesday. Debutoval 10. ledna 2015 proti Nottinghamu Forest, když ve 45. minutě střídal Jacquese Maghomu (výhra 2:0). 10. 2. se po odchodu Schürrleho a Mohameda Salaha z Chelsea vrátil z hostování zpátky do Chelsea.

### Milton Keynes Dons FC (hostování)
25. 2. 2015 odešel na půlroční hostování do třetiligového Milton Keynes Dons FC. Debutoval 28. 2. proti Coventry City (prohra 1:2). První gól si připsal 3. 3. proti Chesterfieldu, když ve 28. minutě otevíral skóre. Přesto to na výhru nestačilo a MK Dons prohrál 1:2.

### Vitesse (hostování)
V červnu 2015 zamířil na další hostování, tentokrát do nizozemského Vitesse, klubu, který udržoval s Chelsea nadstandardní vztahy. Za Vitesse odehrál v sezóně 2015/16 36 zápasů, během kterých vstřelil 6 gólů a na další 4 góly přihrál. 24. června 2016 bylo jeho hostování prodlouženo do konce sezóny 2016/17.

## Reprezentační kariéra
Nastupoval za anglické reprezentace U17, U19, U20 (kapitán) a U21.

## Ocenění

### Individuální
- NextGen Series - hráč turnaje
- Chelsea - dorostenec roku (2013/14)[11]
- Chelsea - gól roku (2013/14)[11]